# スリン駅
スリン駅（スリンえき、タイ語: สถานีรถไฟสุรินทร์ ）は、タイ王国東北部スリン県ムアンスリン郡にある、タイ国有鉄道東北線・南線の駅である。

## 概要
スリン駅は、タイ王国東北部スリン県の県庁所在地で、人口26万人が暮らすムアンスリン郡に位置する。駅の正面側は南向きであり、町の中心部に位置する。
クルンテープ駅（バンコク）より419.75km地点に位置し、特急列車利用で6時間30分程度である。1日に30本（15往復）の列車が発着しその内訳は、ディーゼル特急1往復、ディーゼル急行2往復、寝台急行1往復、快速5往復、普通6往復であり、内1往復は当駅が始発、終着である。　

## 歴史
1897年3月26日にタイ官営鉄道最初の区間が、クルンテープ駅 - アユタヤ駅間に開業したが、それから複数回に及ぶ延伸開業をへた29年後の1926年5月1日に当駅まで延長した。開業当初は終着駅であったが、ちょうど1年後の1927年5月1日にフワイタップタン駅まで延長され中間駅となった。
- 1897年3月26日 【開業】クルンテープ駅 - アユタヤ駅 (71.08km)
- 1897年5月1日 【開業】アユタヤ駅 - ケンコーイ駅 (54.02km)
- 1898年3月3日 【開業】ケンコーイ駅 - ムワックレック駅 (27.20km)
- 1899年5月25日 【開業】ムワックレック駅 - パークチョン駅 (27.63km)
- 1900年12月21日 【開業】パークチョン駅 - ナコンラチャシーマ駅 (83.72km)
- 1922年5月1日 【開業】ナコンラチャシマー駅 - ターチャン駅 (21.75km)
- 1925年4月1日 【開業】ターチャン駅 - ブリーラム駅 (90.62km)
- 1926年5月1日 【開業】ブリーラム駅 - スリン駅 (43.73km)
- 1927年5月1日 【開業】スリン駅 - フワイタップタン駅 (61.75km)

## 駅構造
単式及び島式1面の複合型ホーム2面2線をもつ地上駅であり、駅舎はホームに面している。

## 駅周辺
- スリンバスターミナル (500m)